# Cistus ledon
Cistus ledon är en solvändeväxtart. Cistus ledon ingår i släktet Cistus och familjen solvändeväxter.

## Underarter
Arten delas in i följande underarter:
- C. l. atlantis
- C. l. ledon
- C. l. recognitus